# Gougenheim
 Gougenheim (en alsacià Gööne) és un municipi francès, situat a la regió del Gran Est, al departament del Baix Rin. L'any 1999 tenia 380 habitants.
Forma part del cantó de Bouxwiller, del districte de Saverne i de la Comunitat de comunes del Kochersberg.

## Demografia
| 1962 | 1968 | 1975 | 1982 | 1990 | 1999 |
| ---- | ---- | ---- | ---- | ---- | ---- |
| 381  | 344  | 324  | 382  | 363  | 380  |

## Administració
| Període | Identitat     | Partit |
| ------- | ------------- | ------ |
| 2001    | Bernard Klein |        |